# 935
Évszázadok: 9. század – 10. század – 11. század
Évtizedek: 880-as évek – 890-es évek – 900-as évek – 910-es évek – 920-as évek – 930-as évek – 940-es évek – 950-es évek – 960-as évek – 970-es évek – 980-as évek
Évek: 930 – 931 – 932 – 933 –  934 – 935 – 936 – 937 – 938 – 939 – 940

## Események

### Európa
- Egy kisebb magyar sereg Felső-Burgundiában portyázik, de miután Rudolf király felvonul ellenük, Észak-Itálián keresztül térnek haza.
- Szeptemberben I. Vencel cseh fejedelmet öccse, Boleslav néhány csatlósával közösen meggyilkolja és elfoglalja a trónt.
- Meghal II. Trpimir horvát király. Utódja I. Krešimir.
- Decemberben 25 éves korában meghal XI. János pápa. Utódját csak a következő évben választják meg.
- Madarász Henrik német király, valamint a nyugati frank Rudolf és a burgundiai II. Rudolf királyok Lotaringia határán találkoznak és barátsági szerződést kötnek.
- Egy fátimida flotta végigfosztogatja Provence és Észak-Itália partjait és eközben kifosztják Genovát, valamint Pisát; ezt követően kb. 8 ezer fogollyal hazatérnek Észak-Afrikába.

### Abbászida Kalifátus
- Al-Rádí kalifa meg akarja erősíteni a kaotikus politikai helyzet miatt megingott központi hatalmat. Moszul függetlenedő kormányzója, a hamdánida Naszir al-Daula ellen küld sereget, amely el is foglalja Moszult, de ezután vereséget szenved; a kalifa pedig kénytelen elismerni Naszirt Moszul kormányzójának.
- Egyiptom kormányzójává Muhammad ibn Tugdzs al-Ihsídot nevezik ki, aki sereggel vonul be Egyiptomba és elűzi az addigi kormányzót, Ahmad ibn Kajgalagot. Al-Ihsíd megalapítja az Ihsídida dinasztiát.
- Perzsiában saját rabszolgái meggyilkolják Mardavidzs emírt, a Zijárida dinasztia alapítóját. Utódja fivére, Vusmagir. A Farsz tartományt uraló Bújidák kihasználják a válságot, Ali ibn Búja elfoglalja Huzesztánt, fivére Hasszán pedig Iszfahánt.

### Kelet-Ázsia
- Koreában Kései Pekcse királyát, Kjon Hvont saját fia, Kjon Szim-gom elűzi a trónról. Kjon Hvon megszökik a fogságból és korábbi ellenségéhez, Thedzso korjói királyhoz menekül, aki szívesen fogadja.
- Kjongszun, a Kései Pekcse által megnyirbált és vazallusi sorba kényszerített Silla királya átadja országát Thedzsónak.
- Japánban Ki no Curajukit, Tosza tartomány kormányzóját visszahívják Kiotóba. Az útról irt Tosza nikki c. műve a japán verses napló műfajának első képviselője.

## Születések
- Al-Kadi Abd al-Dzsabbar, perzsa teológus
- Elvira Ramírez, II. Ramiro leóni király lánya, régens
- Hrotsvitha, német apáca, költő
- Fudzsivara no Micsicuna no Haha, japán költőnő

## Halálozások
- szeptember 28. – I. Vencel, cseh fejedelem
- XI. János, római pápa
- Mardavidzs, zijárida emír
- II. Trpimir, horvát király

## Fordítás
- Ez a szócikk részben vagy egészben  a(z)   935 című angol Wikipédia-szócikk ezen változatának fordításán alapul.  Az eredeti cikk szerkesztőit annak laptörténete sorolja fel. Ez a jelzés csupán a megfogalmazás eredetét és a szerzői jogokat jelzi, nem szolgál a cikkben szereplő információk forrásmegjelöléseként.